# 合志市立合志中学校
合志市立合志中学校（こうししりつ こうしちゅうがっこう）は、熊本県合志市にある公立中学校。

## 概要
2012年から行われている有価資源物の回収活動が評価され、第19回環境美化教育優良校等表彰で優良校に選ばれた。2022年2月23日からは学校情報化優良校に選ばれている（期間は2023年度末まで）。
2023年4月現在、生徒数は743人である。 

## 沿革
- 1947年4月1日 - 合志村立合志中学校開校。
- 1954年12月15日 - 校旗、校歌制定。
- 1966年4月1日 - 町制施行に伴い、合志町立合志中学校に改称。
- 1977年3月31日 - 恵楓園分校休校。
- 1994年6月30日 - 恵楓園分校廃校。
- 2006年2月27日 - 合志市の発足に伴い、合志市立合志中学校に改称。
- 2021年4月1日 - 一部を合志楓の森中学校に分離。

## 学区
- 合志小学校校区
- 合志南小学校校区
- 南ヶ丘小学校校区

## 交通
熊本インターより車で20分
ゆめタウン光の森より車で10分
熊本電鉄バス「合志中学校前」下車
JR豊肥本線「光の森駅」よりタクシーで15分

## 部活動
- 運動部
  - 野球部
  - サッカー部
  - 男子バスケットボール部
  - 女子バスケットボール部
  - 男子バレーボール部
  - 女子バレーボール部
  - 男子バドミントン部
  - 女子バドミントン部
  - 男子テニス部
  - 女子ソフトテニス部
  - 卓球部
  - 陸上部
  - 柔道部
  - 剣道部
  - 水泳部
- 文化部
  - 吹奏楽部
  - 合唱部

吹奏楽部においては、1998年マーチング世界大会出場、
2002-2004年はマーチングコンテスト3年連続全国大会出場、
九州大会には14年連続出場、
県大会においては15年連続金賞受賞。
野球部は、2013年全国大会ベスト4に進出。

## 著名な関係者
- 辻ゆりえ（モデル、タレント）
- 野田智裕（サッカー選手）
- 中別府葵
- 森田麻実子（バレーボール選手）